# Bauchan
Un bauchan (también bòcan [Ir.], bogan o buckawn) es una criatura de la mitología celta, un tipo de brownie. Podían ser tanto masculino como femenino. Se caracterizarían por tener mucho pelo, ser traviesos y solitarios.